# Abatus Bay
Die Abatus Bay ist eine Bucht an der Ingrid-Christensen-Küste des ostantarktischen Prinzessin-Elisabeth-Lands. Sie ist eine Nebenbucht der Prydz Bay und liegt unmittelbar nördlich der Davis-Station auf der Nordseite der Breidnes-Halbinsel im Gebiet der Vestfoldberge. Ihre nördliche Begrenzung ist definiert durch die Inseln Anchorage Island, Trigwell Island und Flutter Island.
Australische Wissenschaftler benannten sie nach Seeigeln der Gattung Abatus, deren fünf bekannte Arten allesamt in großen Populationen in der Bucht vertreten sind.